# The Cheeky Girls
Le The Cheeky Girls sono un girl group pop rumeno, formatosi nel 2002 e composto da Gabriela Irimia e Monica Irimia.

## Storia
Le Cheeky Girls sono inizialmente apparse nei programmi televisivi britannici Model Behaviour e Popstars: The Rival, non riuscendo tuttavia a superare le audizioni. Il loro album di debutto, intitolato PartyTime, è stato pubblicato nel 2003 ed ha raggiunto la 14ª posizione nel Regno Unito, dove è stato certificato disco d'argento. È stato promosso da quattro singoli, tutti entrati nella top ten della Official Singles Chart e che hanno fatto il loro ingresso anche nelle classifiche irlandese e tedesca.

## Discografia

### Album in studio
- 2003 – PartyTime
- 2007 – In My Mind (Is a Different World – A Cheeky One)

### Singoli
- 2002 – Cheeky Song (Touch My Bum)
- 2003 – Take Your Shoes Off
- 2003 – (Hooray, Hooray!) It's a Cheeky Holiday!
- 2003 – Have a Cheeky Christmas
- 2004 – Cheeky Flamenco
- 2004 – Boys and Girls (Xmas Time Love)
- 2005 – Farmyard Hokey